# Dean Cochran

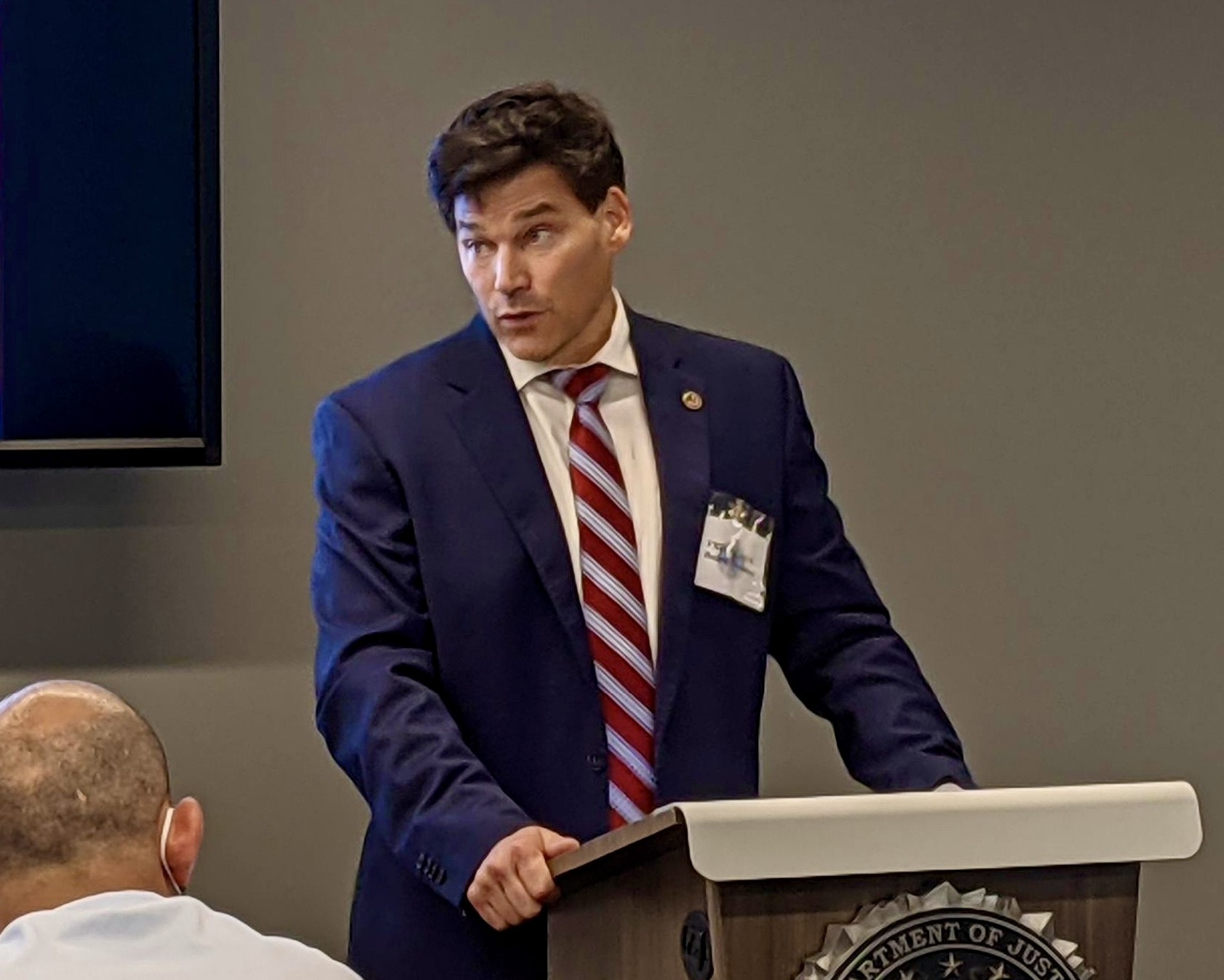
Deab Cochran spricht in der FBI-Außenstelle Los Angeles (2023)

Dean Cochran (* 18. März 1969 in New Orleans) ist ein US-amerikanischer Filmschauspieler.

## Leben
Er besuchte die Tulane-Universität und begann auch dort seine Filmkarriere. Seine dritte Nebenrolle, ein Aufnahmekriterium für die Screen Actors Guild, hatte er in dem Film Operation Blue Sky.
Er spielte in vielen Theaterstücken von William Shakespeare, wie Macbeth, Henry V., Hamlet und The two Gentlemen. Nach seinem Umzug nach Los Angeles übernahm er Gastrollen in zahlreichen TV-Serien. In der Direct-to-Video-Produktion Air Marshal übernahm er die Hauptrolle. Danach wirkte er in B-Movie-Actionfilmen, wie Shark Zone und Target of Opportunity mit. Es folgten: 2007 eine Nebenrolle als Detektiv Troy Scott in der Seifenoper Reich und Schön und 2008 Meine Frau, die Spartaner und ich, worin er Rocky Balboa und Rambo parodierte.
Dean Cochran ist mit der ehemaligen Miss USA Brandi Sherwood verheiratet. Er tritt gegen Alkohol- und Drogengenuss auf und ist auch überzeugter Nichtraucher.

## Filmografie (Auswahl)

### Filme
- 1992: Amityville – Face of Terror (Amityville 1992: It's About Time)
- 2002: Nicht auflegen!
- 2003: Air Marshal
- 2003: Shark Zone
- 2004: Target of Opportunity
- 2005: The Cutter
- 2006: Zum Glück geküsst

### Fernsehen
- 1996: California Dreams
- 1996: Eine starke Familie
- 1998: Beverly Hills, 90210
- 1998: Mortal Kombat